# Nigrolentilocus novae-zealandiae
Nigrolentilocus novae-zealandiae är en svampart som först beskrevs av S. Hughes, och fick sitt nu gällande namn av R.F. Castañeda & Heredia 2001. Nigrolentilocus novae-zealandiae ingår i släktet Nigrolentilocus och familjen Melanommataceae.   Inga underarter finns listade i Catalogue of Life.